# Lawrencella inermis
Lawrencella inermis is een hooiwagen uit de familie Triaenonychidae.